# Supermoto

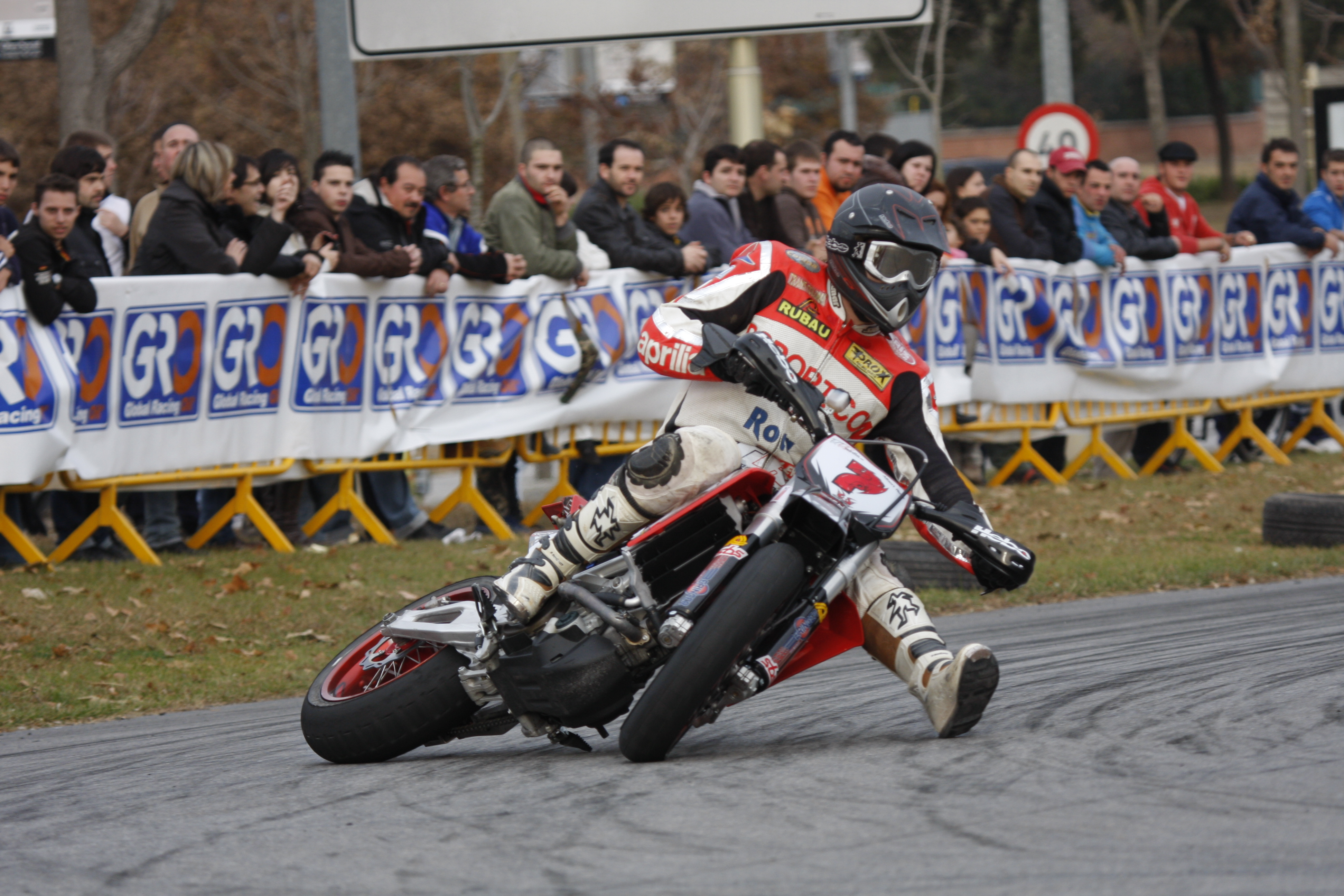
Supermoto: förare Albert Roca, Motorshow Girona 2007

Supermoto, även supermotard, kan enklast beskrivas som motocross anpassat för asfalt. För att få ut så mycket som möjligt ur underlaget används utrustning från sporthojsvärlden, och tack vare den låga vikten får man en extremt lätthanterlig motorcykel. Supermotofenomenet började på bana, men sedan början av 1990-talet finns det även supermotos som får köras på allmän väg.
Supermoto, även supermotard och motard är också typen av motorcykel som används i supermoto.
Det nationella förbundet för Supermoto är Svenska Motorsportförbundet (Svemo). Förbundet samlar alla som vill träna och tävla med motorcykel och snöskoter och försäkrar och utbildar förare, tränare och ledare på nationell och lokal nivå. Svemo skriver också regler och godkänner banor. Tävlingsgrenarna är aquabike, dragracing, enduro, isbana, isracing, minimoto, motocross, offshore, roadracing, rundbana, skotercross, speedway, supermoto, svävare och trial.

## Motorcykeln

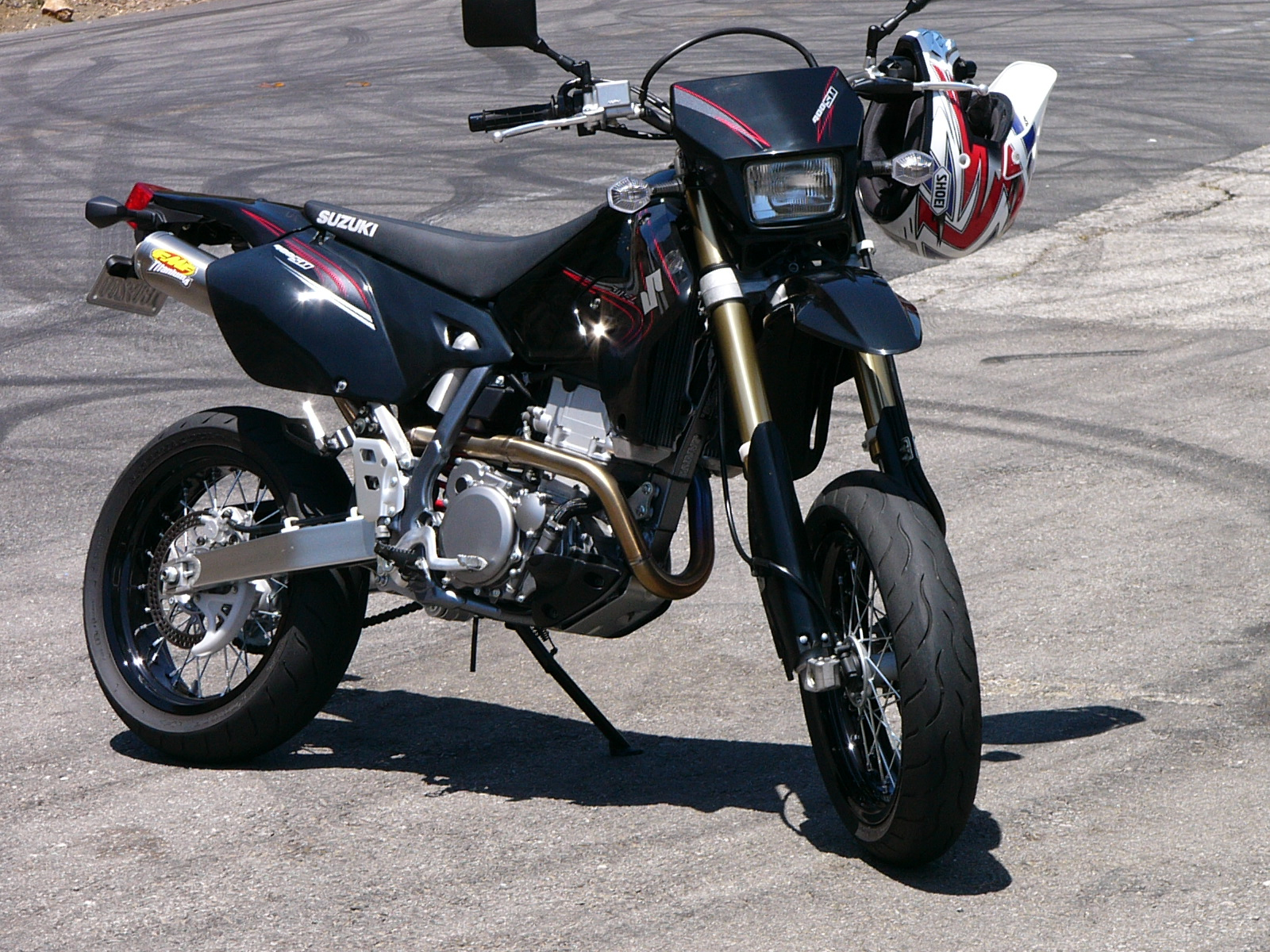
Supermotard Suzuki DRZ400SM

En supermoto är i grund och botten en motocross- eller endurocykel, med liknande chassi och motor. En motard skiljer sig dock från sina offroad-syskon på ett par punkter:
- Däck - Istället för grova offroaddäck används släta landsvägsdäck, kallade slicks. Mönster kan dock skäras i slicksen för att förbättra fästet i gruspartier.
- Fälgar - Även fälgar är anpassade för den hårda asfalten. Både helgjutna och ekerfälgar används, framförallt av storleken 17". 16,5" används ibland fram för att göra cykeln mer lättsvängd. Det är vanligt med fälgtypen Excel med HAAN-nav.
- Fjädring - Styvare fjädring samt kortare fjädringsväg används för att passa det jämnare underlaget. Även kortare stötdämpare kan förekomma.
- Bromsar - Då en motard rör sig i höga hastigheter på underlag med bra fäste krävs rejäla bromsar för att kunna göra snabba inbromsningar. En stor bromsskiva fram, ofta 310–320 mm i diameter, kompletteras med bromsok från sporthojsvärlden, detta kallas oversize bromsskiva.

Motorerna kommer som tidigare nämnts från offroadvärlden men är ofta modifierade för att bättre passa andra omständigheter. Motorn är antingen en encylindrig tvåtaktsmotor (vid mindre cylindervolymer) eller vanligare en encylindrig fyrtaktsmotor, en så kallad enstånka, men även tvåcylindriga V-motorer förekommer. Cylindervolymen varierar stort, men en typisk fyrtaktsmotard har 450-650 cc och ungefär 30-60 hästkrafter.

## Historia
Trots att flera länder vill ta på sig äran av att ha uppfunnit supermoto brukar man nämna USA som dess hemtrakt. I slutet av 1970-talet startade den amerikanska TV-kanalen ABC en racingserie kallad Superbikers där de bästa förarna från motocross och roadracing fick göra upp om vem som egentligen var bäst. Serien pågick i sex år innan den tillsammans med motardfenomenet försvann (återuppstod dock 2003). Lyckligtvis fastnade fransmännen för idén och motardkonceptet fördes därmed över till Europa och det var här utvecklingen tog fart.
Fram till 1990-talet användes ombyggda motocross- eller enduro-cyklar, men 1991 bröt italienska Gilera ny mark när de lanserade den första fabriksproducerade motarden.
Andra europeiska motorcykeltillverkare hakade på motardvågen, däribland KTM, Husqvarna och Husaberg som än idag är världsledande inom genren. 
Trots att de japanska tillverkarna hade både ett tekniskt försprång och större erfarenhet av motorcykeltillverkning dröjde det ända fram tills några år in på 2000-talet innan japanska tillverkare som Honda, Suzuki och Yamaha införde rena motarder i sina sortiment.

## På bana

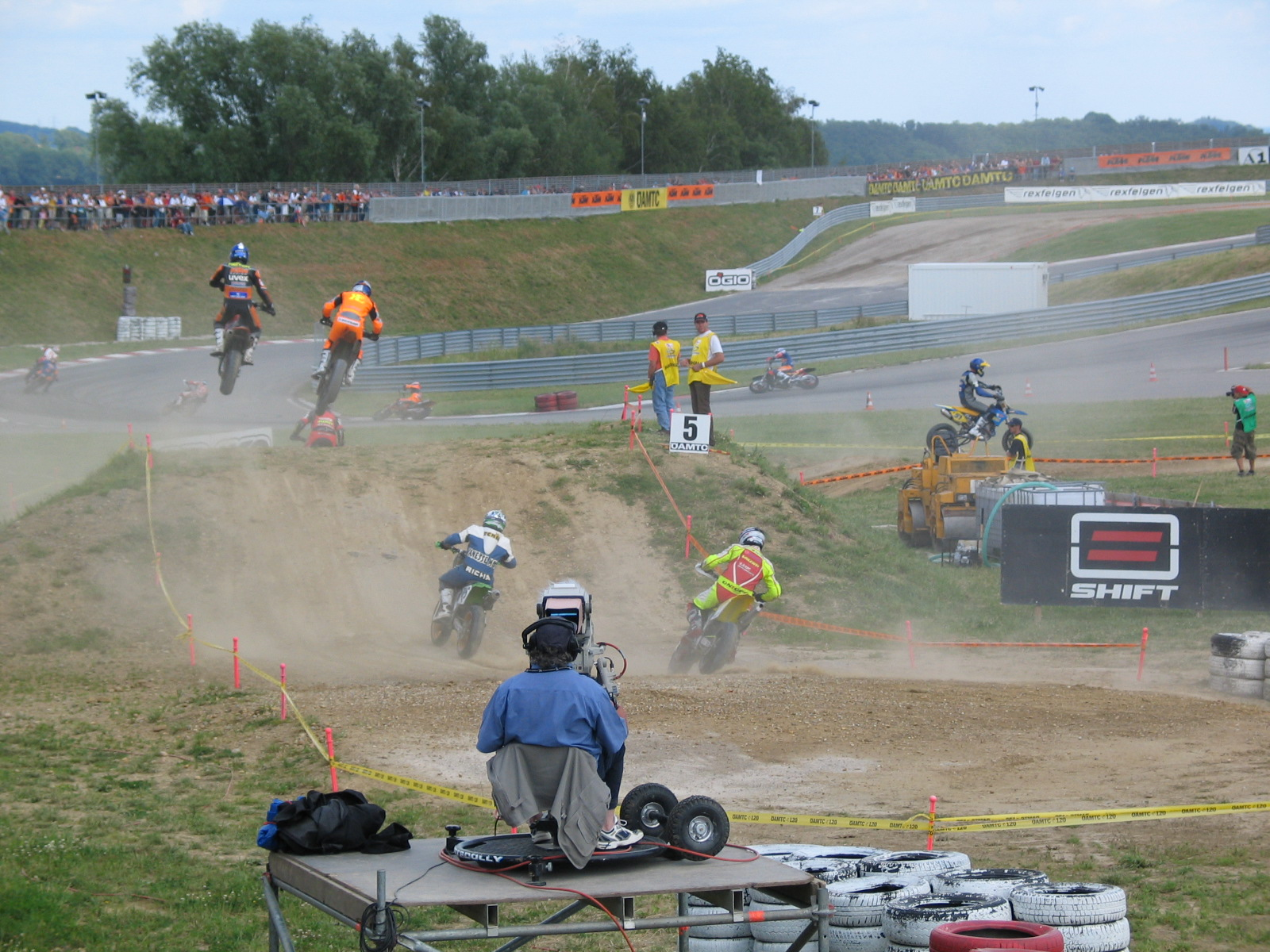
Supermoto VM Wachauring Melk

I tävlingssammanhang körs supermoto på tekniskt krävande banor där toppfart knappast har någon betydelse. Man kör på både asfalt (ca 70%) och offroad (ca 30%) och även små hopp är inlagda. Förarnas skyddsutrustning skiljer sig inte nämnvärt från deras motsvarigheter inom motocross, förutom att som yttersta plagg skinnställ används. Ett skinnställ skyddar avsevärt bättre vid omkullkörningar i höga hastigheter. Se länken till Svemo nedan för mer detaljer.

## På landsväg
Sedan de första supermotarderna avsedda för landsvägsbruk dök upp under 1990-talet har de blivit lite av ett "lekfordon" för motorcyklister som varken har råd eller gillar den höga effekten i sporthojar. Motardernas snabba acceleration och kraftiga bromsar gör dem perfekta för bakhjulsåkning och stoppies. Motarden är inget för den som pendlar längre sträckor i högre fart då avsaknadet av kåpor och en bekväm sadel gör att de passar dåligt för denna uppgift. I stadstrafik fungerar de dock bättre, då motorcyklarna är relativt små och lätta. Även den upprätta körställningen ger en god överblick över trafiken.